# Seznam obcí Tekovské župy
Seznam obcí ležících na území bývalé Tekovské župy. Obce jsou rozdělené podle současných okresů a uvedené pod současným názvem. 
Okres Banská Štiavnica
- Obce: Močiar

Okres Levice
- Města: Levice, Želiezovce, Tlmače
- Obce: Bajka, Beša, Čaka, Čata, Dolná Seč, Dolný Pial, Horná Seč, Horný Pial, Hronovce, Hronské Kľačany, Hronské Kosihy, Iňa, Jesenské, Jur nad Hronom, Kalná nad Hronom, Kozárovce, Kukučínov, Lok, Lula, Málaš, Malé Kozmálovce, Mýtne Ludany, Nová Dedina, Nový Tekov, Nýrovce, Ondrejovce, Plavé Vozokany, Podlužany, Pohronský Ruskov, Rybník, Sikenica, Starý Hrádok, Starý Tekov, Šarovce, Tehla, Tekovské Lužany, Tekovský Hrádok, Turá, Veľké Kozmálovce, Veľký Ďur, Vyšné nad Hronom, Žemliare

Okres Nitra
- Města: Vráble
- Obce: Čifáre, Melek, Nová Ves nad Žitavou, Tajná, Telince, Žitavce

Okres Nové Zámky
- Obce: Bardoňovo, Bešeňov, Dedinka, Dolný Ohaj, Hul, Maňa (jen Veľká Maňa), Podhájska, Pozba, Radava, Trávnica, Veľké Lovce, Vlkas

Okres Partizánske
- Obce: Brodzany, Kolačno, Malé Kršteňany, Malé Uherce, Pažiť, Veľké Kršteňany, Veľké Uherce

Okres Prievidza
- Obce: Čereňany, Bystričany, Horná Ves, Kamenec pod Vtáčnikom, Nová Lehota pri Handlovej (dnes součást města Handlová), Radobica, Zemianske Kostoľany

Okres Zlaté Moravce
- Města: Zlaté Moravce
- Obce: Beladice, Čaradice, Červený Hrádok, Čierne Kľačany, Hostie, Hosťovce, Choča, Jedľové Kostoľany, Ladice, Lovce, Machulince, Malé Vozokany, Mankovce, Martin nad Žitavou, Nemčiňany, Neverice, Nevidzany, Obyce, Skýcov, Sľažany, Slepčany, Tekovské Nemce, Tesárske Mlyňany, Topoľčianky, Velčice, Veľké Vozokany, Vieska nad Žitavou, Volkovce, Zlatno, Žikava, Žitavany

Okres Žarnovica
- Města: Žarnovica, Nová Baňa
- Obce: Brehy, Hodruša-Hámre (část Banská Hodruša patřila do Hontu), Horné Hámre, Hrabičov, Hronský Beňadik, Kľak, Malá Lehota Orovnica, Ostrý Grúň, Píla, Rudno nad Hronom, Tekovská Breznica, Veľká Lehota, Veľké Pole, Voznica, Župkov

Okres Žiar nad Hronom
- Města: Kremnica, Žiar nad Hronom
- Obce: Bartošova Lehôtka, Bzenica, Dolná Trnávka, Dolná Ves, Dolná Ždaňa, Hliník nad Hronom, Horná Ves, Horná Ždaňa, Hronská Dúbrava, Ihráč, Janova Lehota, Jastrabá, Kopernica, Kosorín, Krahule, Kremnické Bane, Kunešov, Ladomerská Vieska, Lehôtka pod Brehmi, Lovča, Lovčica-Trubín, Lúčky, Lutila, Nevoľné, Pitelová, Prestavlky, Prochot, Repište, Sklené Teplice, Slaská, Stará Kremnička, Trnavá Hora, Vyhne